# 萨特瓦斯
萨特瓦斯（Satwas），是印度中央邦德瓦斯县的一个城镇。总人口10919（2001年）。

## 人口
该地2001年总人口10919人，其中男性5665人，女性5254人；0—6岁人口2023人，其中男1055人，女968人；识字率47.41%，其中男性为58.59%，女性为35.36%。